# Колењо
Колењо (итал. Collegno) град је у Италији у регији Пијемонт. Према процени из 2010. у граду је живело 50.135 становника.

## Становништво
Према резултатима пописа становништва 2011. у општини је живело 49.083 становника.
| 1931.  | 1936.  | 1951.  | 1961.  | 1971.  | 1981.  | 1991.  | 2001.  | 2011.  |
| ------ | ------ | ------ | ------ | ------ | ------ | ------ | ------ | ------ |
| 11.522 | 12.535 | 13.123 | 21.282 | 41.948 | 46.578 | 47.161 | 46.641 | 49.083 |

## Партнерски градови
- Нојбранденбург
- Волжски
- Онтони
- Шарошпатак
- Сардањола дел Ваљес
- Сан Грегорио Мањо
- Матанзас
- Сарајево
- Хавиржов
- Рокета Сан'Антонио
- Гаиба